# Christer Sandberg
Christer Petter Sandberg, född 8 oktober 1832 i Vänersborg, död 4 december 1913 i London, var en svensk ingenjör.
Christer Sandberg var son till lagmannen och landssekreteraren Anders Petter Sandberg. Efter avgångsexamen från Chalmersska slöjdskolan i Göteborg 1850 genomgick Sandberg Falu bergsskola 1851–1852. Han var stipendiat på Jernkontorets metallurgiska stat 1852–1860 och anställd vid Ankarsrums bruk 1854–1859 samt svenska statsbanornas rälskontrollant i Wales 1860–1865. 1865 etablerade han egen konsultationsbyrå i London, där han sedan var bosatt. Sandberg erhöll uppdrag från nära nog hela världen och hade för de belgiska järnvägarnas räkning en tid kontor i Bryssel. Han var inte endast framstående som konsult utan även en framgångsrik uppfinnare inom sitt fack, och hans rälskonstruktioner gav honom världsrykte. Tidigt insåg han bessemerstålets användbarhet till räls men rekommenderade legering med mangan i stället för fosfor för att erhålla nödvändig hårdhet. Han var förespråkare för tyngre räls ("Goliath räls") och uppfann den slitstarka "Sandberg silicon steel rail", som kom mycket i bruk. Sandberg publicerade uppsatser i Jernkontorets annaler och Teknisk tidskrift. Han blev medlem av Institution of Civil Engineers 1866 och erhöll dess Telfordmedalj i guld för en avhandling om järnvägsräls.